# Jumellea arachnantha
Jumellea arachnantha är en orkidéart som först beskrevs av Heinrich Gustav Reichenbach, och fick sitt nu gällande namn av Rudolf Schlechter. Jumellea arachnantha ingår i släktet Jumellea och familjen orkidéer.
Artens utbredningsområde är Komorerna. Inga underarter finns listade i Catalogue of Life.

## Bildgalleri

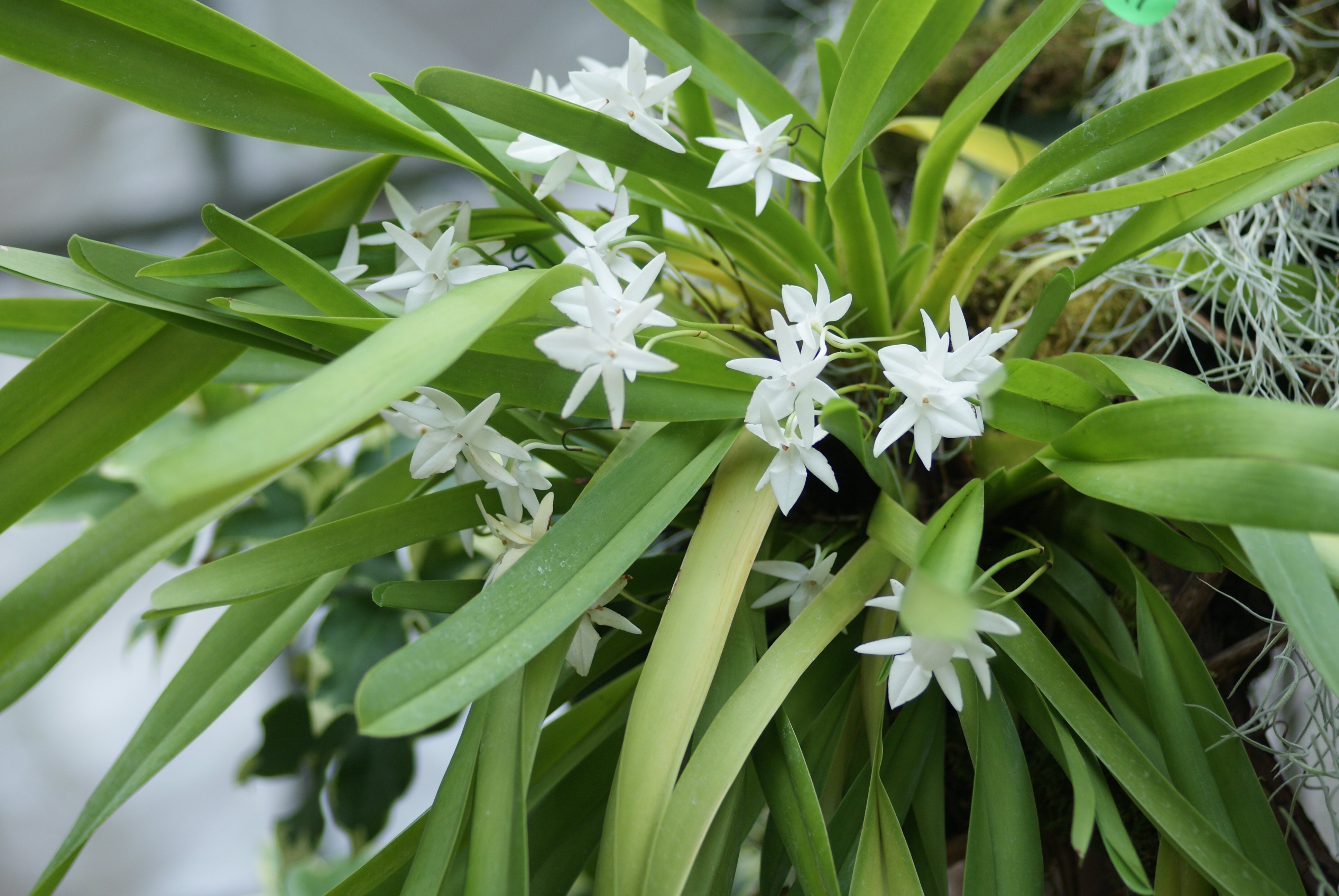
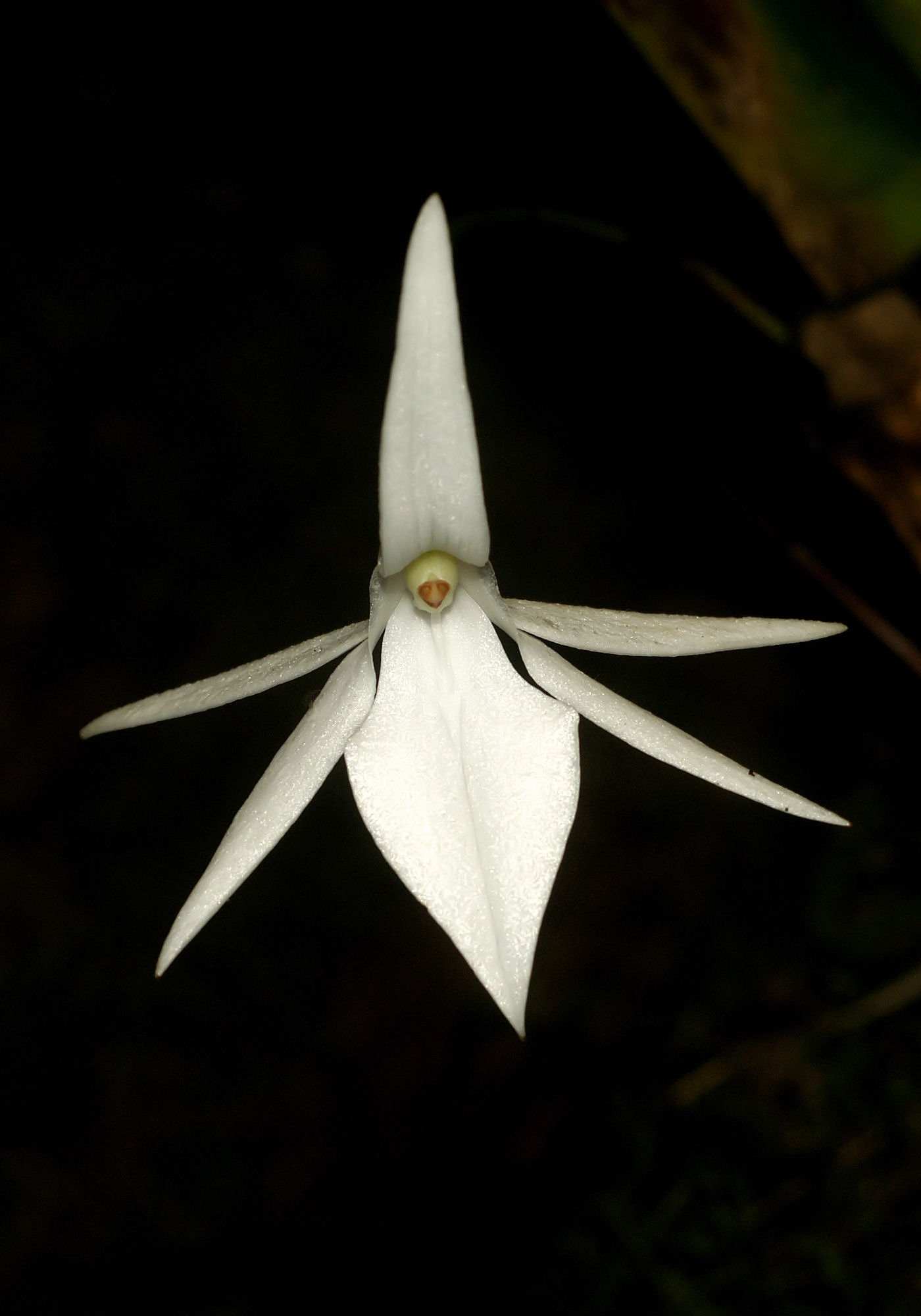
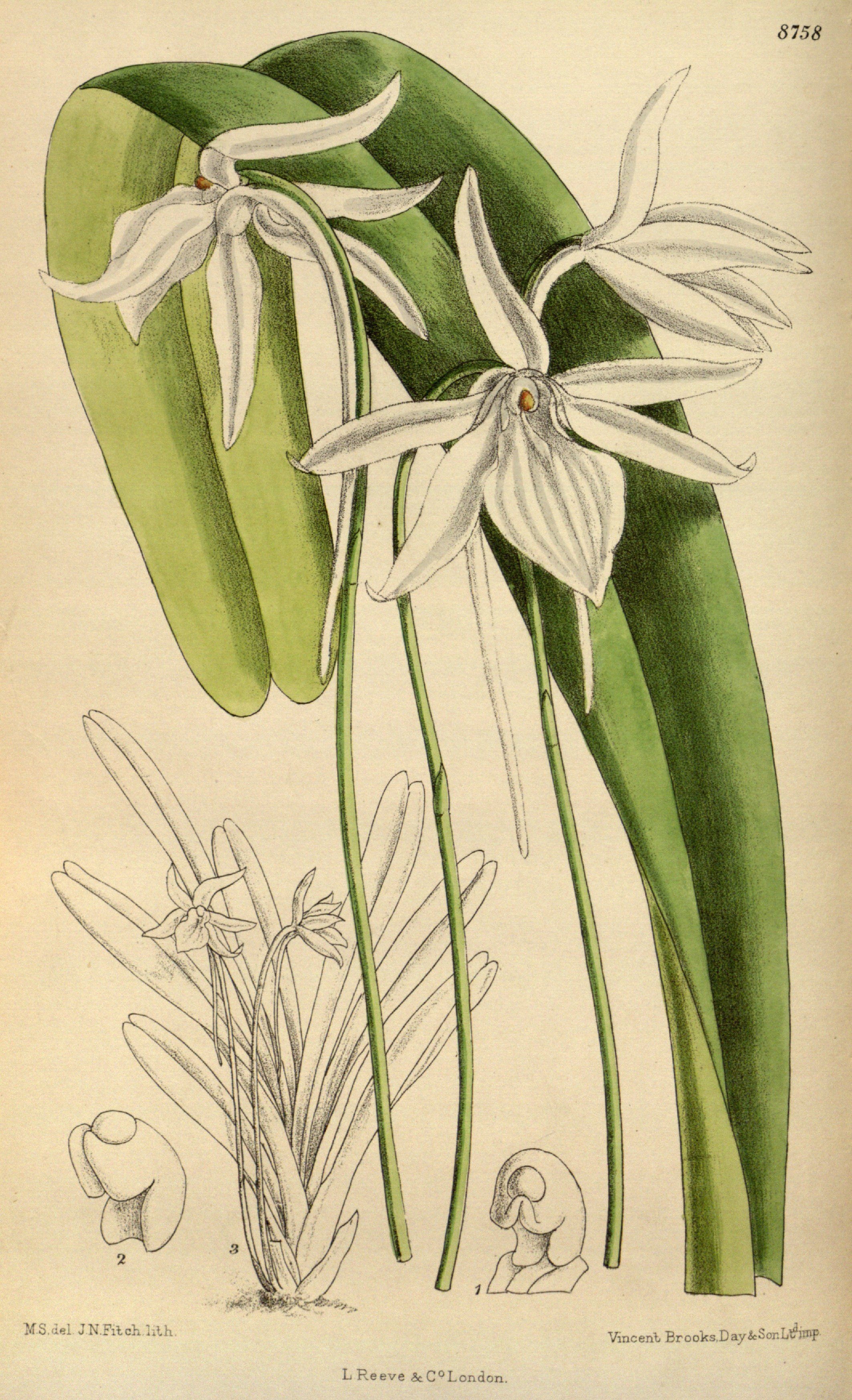